# Misumenops gracilis
Misumenops gracilis är en spindelart som först beskrevs av Eugen von Keyserling 1880.  Misumenops gracilis ingår i släktet Misumenops och familjen krabbspindlar. Inga underarter finns listade i Catalogue of Life.